# Алискан (Ван Гог)
«Алискан» (фр. Les Alyscamps), или «Аллея Алискана» (фр. L'Allée des Alyscamps), — две картины Ван Гога, написанные в 1888 году в Арле. Картины изображают осенние сцены в Алискане, древнеримском некрополе в Арле с тополиной аллеей и каменными саркофагами.
Кроме этих картин Ван Гог также написал ещё одну пару картин «Падающие осенние листья», а Поль Гоген одновременно создал свою собственную версию «Алискан».

## История
После нескольких месяцев переписки Поль Гоген присоединился к Ван Гогу в Арле в октябре 1888 года. Оба были намерены изобразить «ненатуралистский пейзаж». Картины «Алискан» стали одними из первых работ, которые Ван Гог и Гоген нарисовали после прибытия Гогена.
Ван Гог и Гоген посетили древнеримский некрополь Алискан, который был построен римлянами за пределами городских стен. Со временем территория была занята фабриками и железной дорогой, оставив лишь Allee des Tombeaux (Аллею гробниц), представлявшую собой тенистую тополиную аллею, ведущую к романской часовне. Аллея была известна во всей Франции как переулок влюбленных (женщины Арля славились своей красотой). Пары, изображенные на картине, совершают романтическую прогулку вечером, и именно этот аспект особенно привлёк внимание художников.
Художники рисовали несколько одинаковых предметов, чтобы сравнить свои работы, и выбрали для этого Алискан. Они создали несколько работ, в том числе эти картины, а также «Падающие осенние листья» Ван Гога и «Алискан» Гогена.

### Аукционы
Одна из картин (F569) была продана с аукциона в ноябре 2003 года за 11 767 500 долларов на аукционе в Нью-Йорке, несмотря на прогнозы, что она может оцениваться от 12 до 18 млн долларов. Другая картина (F568) была продана 5 мая 2015 года за $ 66,3 млн.

## Описание
Картины «Алискан» были написаны Ван Гогом и Гогеном вскоре после прибытия последнего в Арль. На картинах изображён древнеримский некрополь, Алискан, который располагался к юго-востоку от римских городских стен. Анализ показал, что художники работали вместе в Алискане с 28 по 31 октября, незадолго до наступления проливных дождей, которые заставили их перейти в помещения. Ван Гог нарисовал четыре пейзажа, эту пару «Алискан» и пару картин «Падающие осенние листья». Гоген создал две картины.

## Галерея
Кроме «Алискан» Ван Гог нарисовал ещё пару картин «Падающие осенние листья»:

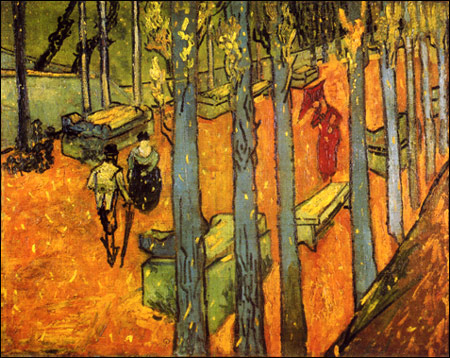
«Падающие осенние листья», 1888 (Музей Крёллер-Мюллер, Оттерло; F486)
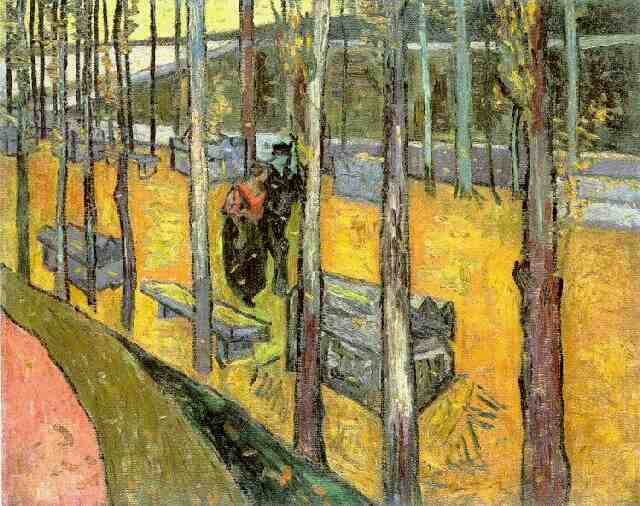
«Падающие осенние листья», 1888 (частное собрание; F487)

Для своих картин «Алискан», написанные в тот же день, что и картины Ван Гога, Гоген выбрал другой ракурс и исключил виды на древние саркофаги.

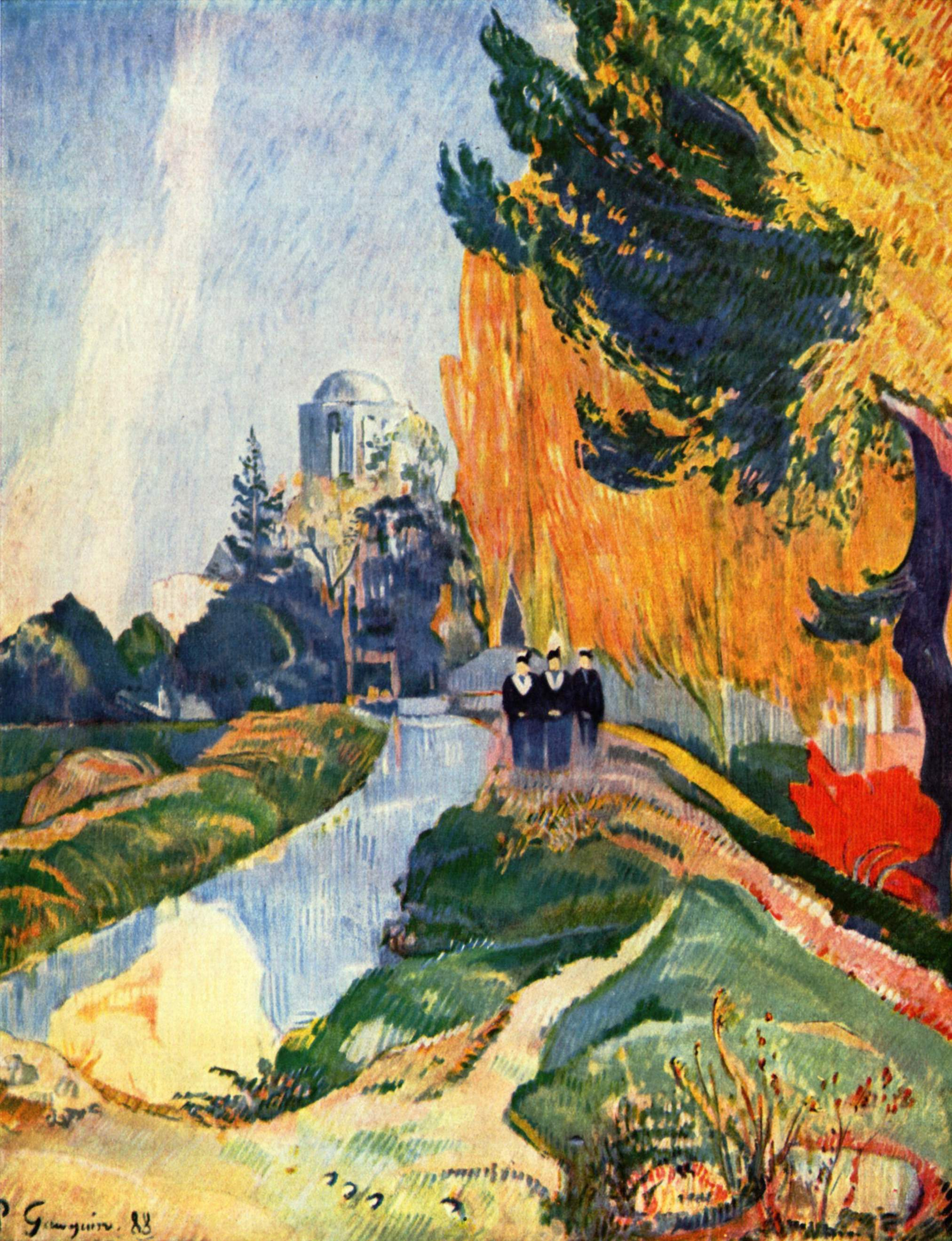
Поль Гоген, «Алискан», 1888 (Музей Орсе, Париж)
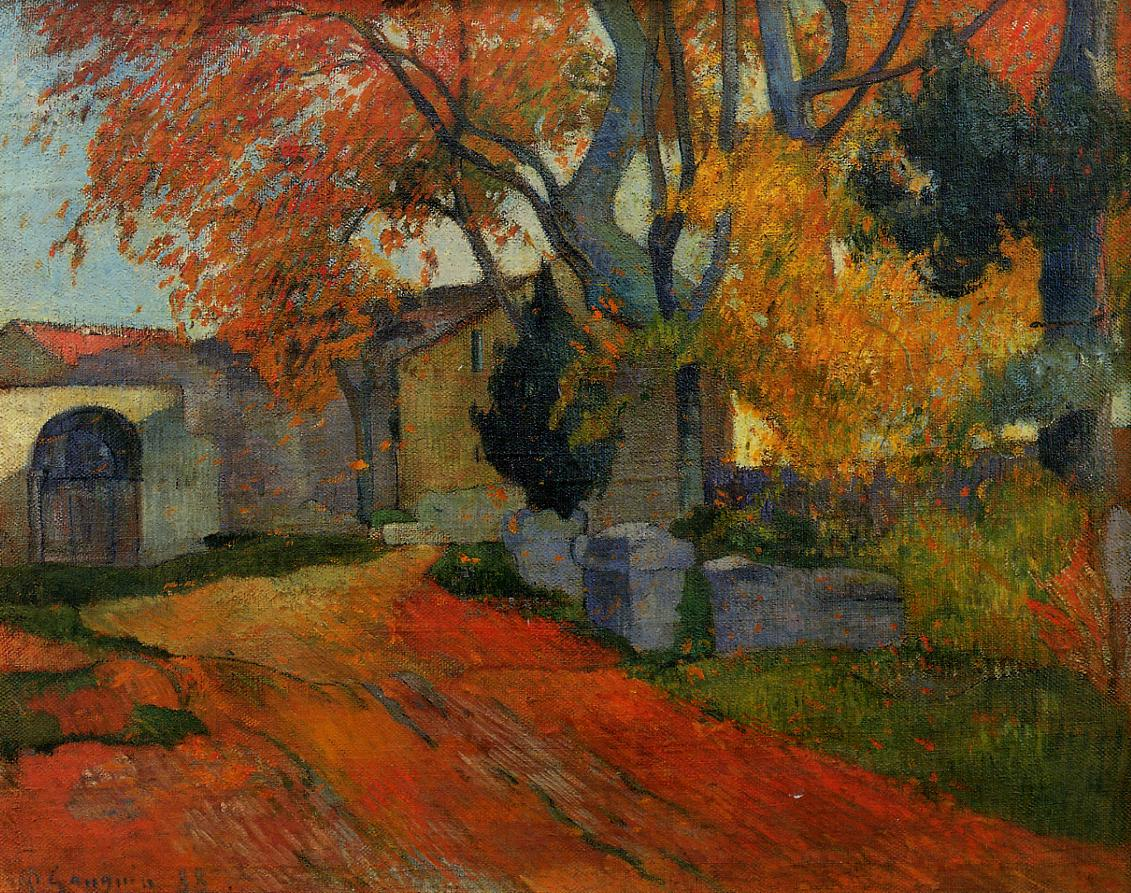
Поль Гоген, «Аллея Алискана», 1888 (Мемориальный художественный музей Сеиджи Того "Sompo Japan", Токио)